# Dave Salmoni
Dave Salmoni (* 4. září 1975 Sarnia, Ontario) je kanadský televizní moderátor, producent, trenér zvířat a biolog. Od roku 2000 je moderátorem přírodovědných pořadů stanic Discovery Channel a Animal Planet, především pak pořadů zabývajících se velkými predátory.

## Život
Narodil se ve městě Sarnia v jihozápadním Ontariu v Kanadě. Studoval zoologii na Laurentian University v Greater Sudbury. Jeho diplomová práce se týkala hibernace medvědů baribalů. V roce 1998 začal spolupracovat se zoo v kanadském Bowmanville, kde působil jako trenér zvířat.
V roce 2000 začal pracovat v Jihoafrické republice na projektu, jehož cílem je chov tygrů, kteří jsou určení k návratu do volné přírody. V roce 2003 se společně s Johnem Vartym, filmařem zabývajícím se velkými kočkami, objevil v dokumentu Living with Tigers na Discovery Channel. Od té doby působí jako moderátor přírodovědných pořadů produkovaných pro kanály Discovery Channel a Animal Planet. Kromě jiných jsou to pořady Nevyzpytatelná příroda s Davem Salmonim (Rogue Nature with Dave Salmoni) z roku 2007, Uvnitř smečky (Into the Pride) z roku 2009 a Nebezpečné ostrovy (Deadly Islands) z roku 2014.
V letech 2016 a 2017 byl moderátorem reality show Game of Homes, kterou vysílala kanadská televizní stanice W Network. Je vlastníkem společnosti Triosphere se sídlem v Jihoafrické republice, která se specializuje na natáčení dokumentárních filmů a reality show z prostředí divoké přírody. Jako host také občas vystupuje v americké televizní show Jimmy Kimmel Live, kde ve studiu mluví o zvířatech, která do něj přináší.
Od roku 2018 Salmoni moderuje sérii videí s názvem Animal Bites with Dave Salmoni, kterou pro své Facebookové stránky a zároveň pro svůj YouTube kanál produkuje televizní stanice Animal Planet. Cílem série je seznámit diváky s různými zajímavostmi ze světa přírody, přičemž občas Salmoni hovoří i o svých vlastních zkušenostech se zvířaty.
V srpnu 2019 se na Animal Planet ve Spojených státech amerických začal vysílat jeho nejnovější seriál Big, Small & Deadly.